# The Diamond Collection (samlingsalbum)
The Diamond Collection är det första samlingsalbumet av den amerikanska sångaren och rapparen Post Malone. Samlingen släpptes den 21 april 2023 och innehåller alla de singlar Malone släppt som blivit diamant-certifierade av RIAA, vilket vid samlingens släpp var åtta stycken. Malone innehar i skrivande stund rekordet för flest singlar som blivit diamant-certifierade. Utöver de åtta låtar som vid samlingens släpp hade blivit certifierade, innehåller även samlingen singeln Chemical, den första singeln från Malones femte studioalbum Austin. 
Dessutom släpptes senare en Deluxe-utgåva av samlingsalbumet som lade till nio stycken bonusspår. Dessa har inte blivit diamant-certifierade, men tillhör några av Malones mest populära låtar.

## Låtlista[3][4]
| 1.           | White Iverson                                                | Stoney               | 4:16  |
| 2.           | Congratulations (med Quavo)                                  | Stoney               | 3:40  |
| 3.           | I Fall Apart                                                 | Stoney               | 3:43  |
| 4.           | Rockstar (med 21 Savage)                                     | Beerbongs & Bentleys | 3:38  |
| 5.           | Psycho (med Ty Dolla Sign)                                   | Beerbongs & Bentleys | 3:41  |
| 6.           | Better Now                                                   | Beerbongs & Bentleys | 3:50  |
| 7.           | Sunflower - Spider-Man: Into the Spider-Verse (med Swae Lee) | Hollywood's Bleeding | 2:38  |
| 8.           | Circles                                                      | Hollywood's Bleeding | 3:34  |
| 9.           | Chemical                                                     | AUSTIN               | 3:05  |
| Total längd: | Total längd:                                                 | Total längd:         | 32:07 |

| 10.          | Go Flex                                                 | Stoney                 | 2:59  |
| 11.          | Candy Paint                                             | Beerbongs & Bentleys   | 3:47  |
| 12.          | Stay                                                    | Beerbongs & Bentleys   | 3:24  |
| 13.          | Wow.                                                    | Hollywood's Bleeding   | 2:29  |
| 14.          | Goodbyes (med Young Thug)                               | Hollywood's Bleeding   | 2:54  |
| 15.          | Take What You Want (med Ozzy Osbourne och Travis Scott) | Hollywood's Bleeding   | 3:49  |
| 16.          | I Like You (A Happier Song) (med Doja Cat)              | Twelve Carat Toothache | 3:12  |
| 17.          | One Right Now (med The Weeknd)                          | Twelve Carat Toothache | 3:12  |
| 18.          | Feeling Whitney                                         | Stoney                 | 4:17  |
| Total längd: | Total längd:                                            | Total längd:           | 62:00 |